# Црква Светих Флора и Лавра у Липљану
Црква Светих Флора и Лавра у Липљану, насељеном месту и седишту истоимене општине, на Косову и Метохији, припада Епархији рашко-призренској Српске православне цркве.
Представља непокретно културно добро као споменик културе.
Црква Светих мученика Флора и Лавра се налази у непосредној близини Цркве Ваведења Богородичиног из 14. века, за коју се претпоставља да је прво била посвећена Светим Флору и Лаври, као и да је била седиште Липљанске епископије (11—14. век).
Нова црква је саграђена 1934. године по пројекту архитекте Александра Дерока, као једнобродна грађевина у облику слободно уписаног крста са једном куполом. Црква је оштећена у време Мартовског погрома (17. марта 2004) и 2006. године обновљена под руководством Комисије за спровођење обнове на српским православним верским објектима на Косову.